# Itala FC
Itala Football Club, zkráceně jen Itala byl italský fotbalový klub, sídlící ve městě Florencie z regionu Toskánsko.
Klub byl založen v roce 1907, díky Italu Capanninim. Toto nové sdružení propagovalo tři sporty: atletiku, cyklistiku a fotbal. První sezona v nejvyšší lize byla 1913/14. Hráli ji jen dvě sezony, bez úspěchů. V roce 1928 byl pohlcen klubem Associazione Calcio Fiorentina.